# Ermita de la Concepción (San Vicentejo)
La ermita de la Purísima Concepción es un templo de estilo románico construido a finales del siglo XII situado en la localidad burgalesa de San Vicentejo, perteneciente al municipio del Condado de Treviño.

## Localización

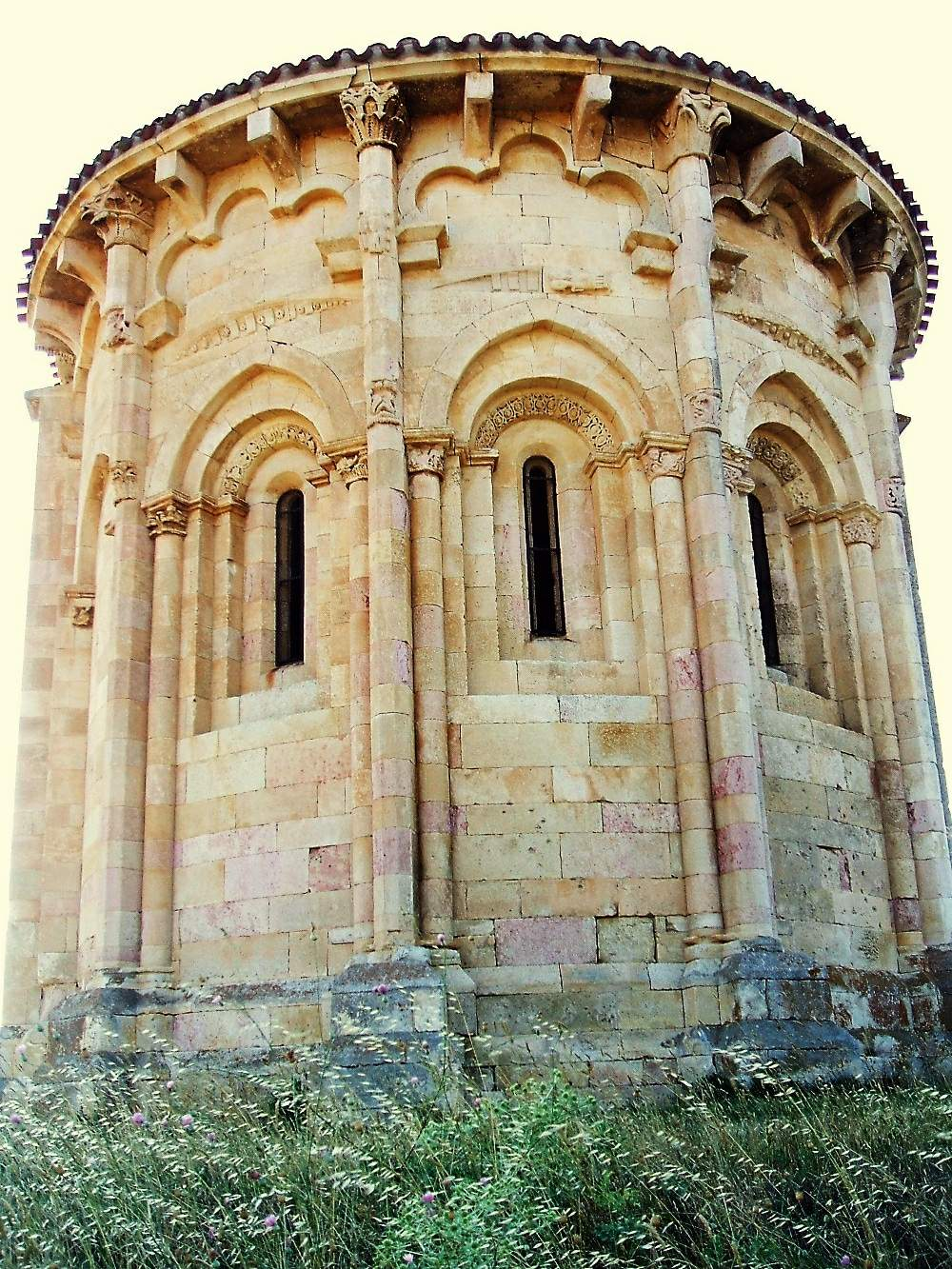
Imagen del ábside.

Se encuentra situada en una pequeña elevación, a pocos metros del casco urbano.

## Estructura
Se trata de una edificación de planta rectangular de una nave con dos tramos y presbiterio. La fábrica es de sillería. El ábside es semicircular, con arquería ciega de cinco tramos, con tres tramos de arcos superpuestos. El superior es trilobulado, el siguiente apuntado y el último de medio punto. 
Los arcos fajones descansan en apoyos formados por haces de tres columnas, la central poligonal. Los capiteles que los rematan son de gran riqueza decorativa: Presentan hojas de acanto estilizadas y rostros humanos de que recuerdan modelos bizantinos o arábigos. Los canes en cornisa son de forma geométrica, sin decoración. La bóveda de horno. Las ventanas con arquivolta en los tres tramos centrales, decoración vegetal en labra de fino calado. 
La portada románica, con arco de medio punto, en la que se observan seis arquivoltas ligeramente apuntadas, con capiteles y columnas, y con decoración muy deteriorada. La segunda portada se encuentra tapiada. Cuenta con un óculo en lateral de la nave.

## Historia
La ermita de la Purísima Concepción de San Vicentejo fue erigida en la segunda mitad del siglo XII, época que indica una inscripción existente en su fachada sur, que señala el año 1162 como el de construcción de la ermita.